# Chiesa di Santa Maria Assunta (Pieve Tesino)
La chiesa di Santa Maria Assunta è la parrocchiale di Pieve Tesino in Trentino. Appartiene alla zona pastorale Valsugana - Primiero dell'arcidiocesi di Trento e risale al XII secolo.

## Storia

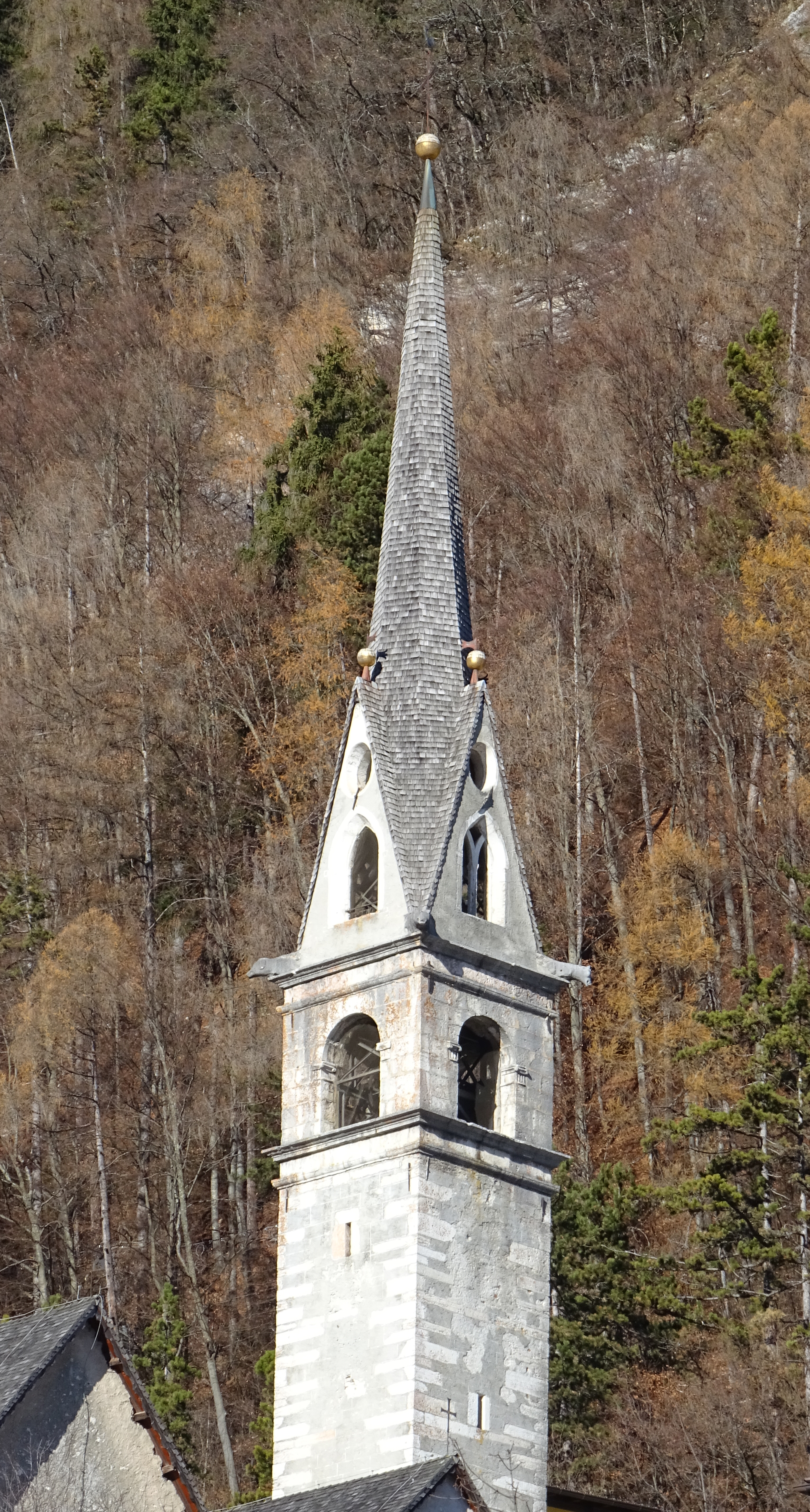
Campanile

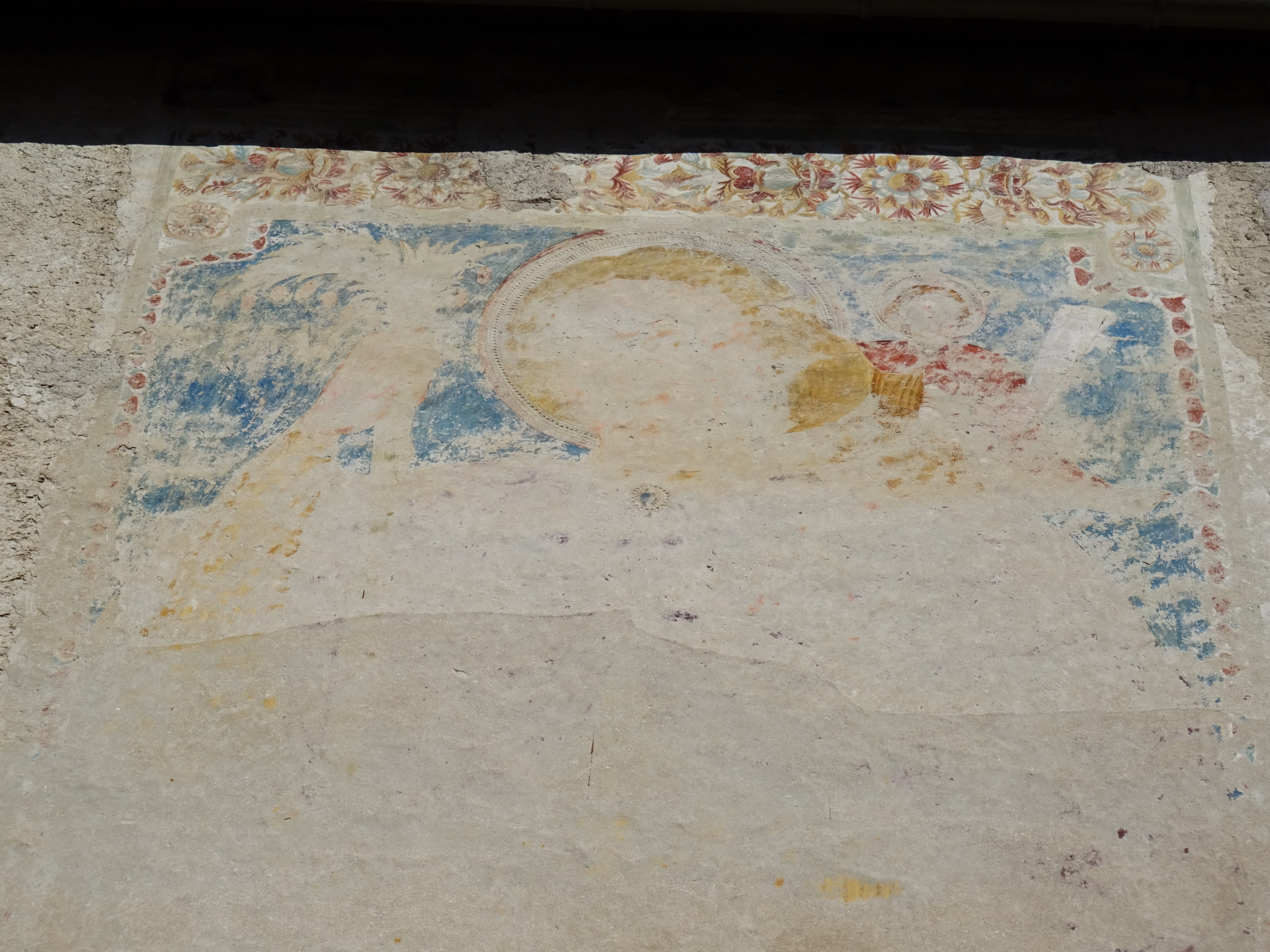
Resti di un affresco raffigurante San Cristoforo sulla parete laterale esterna

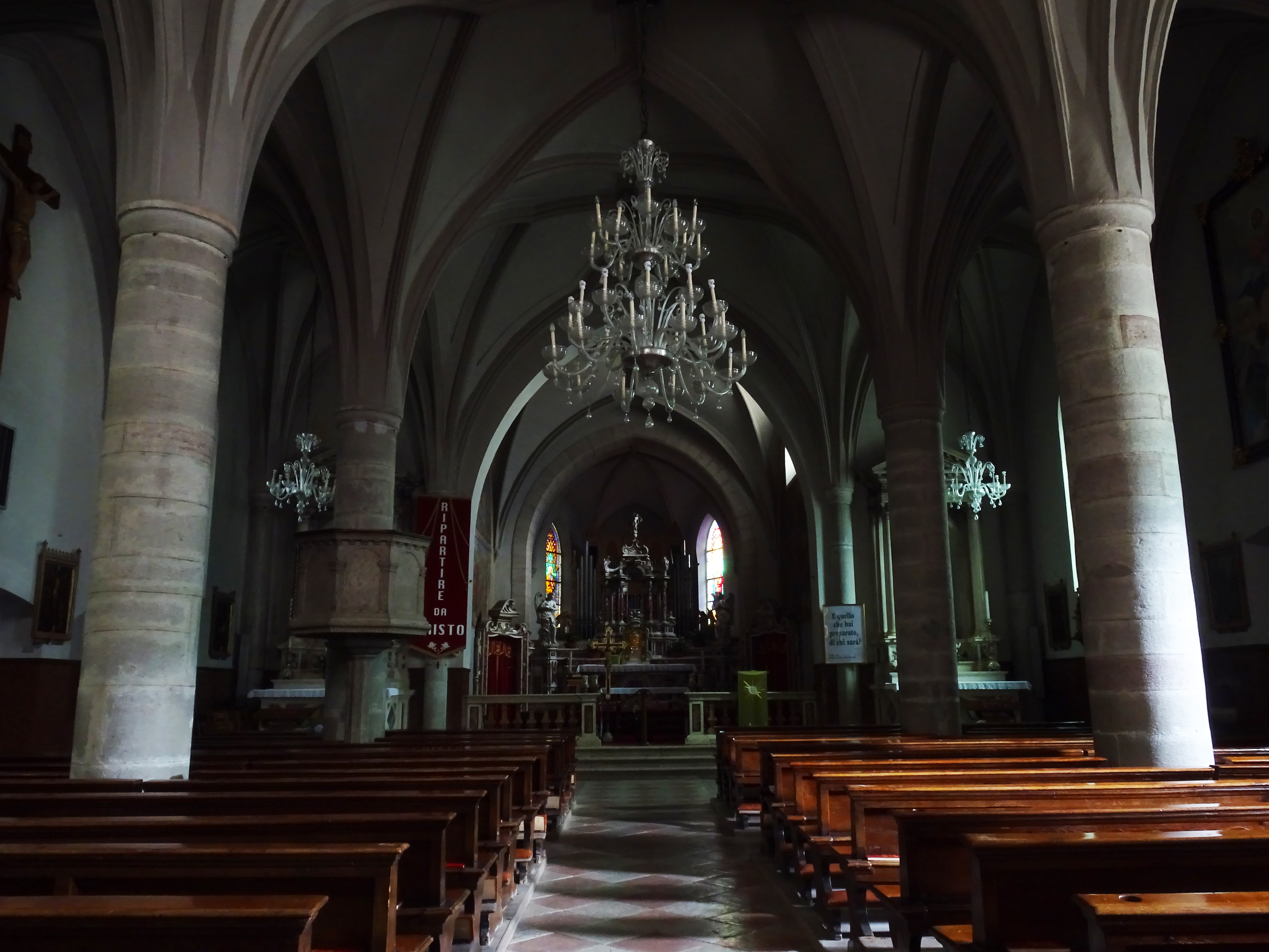
Interno

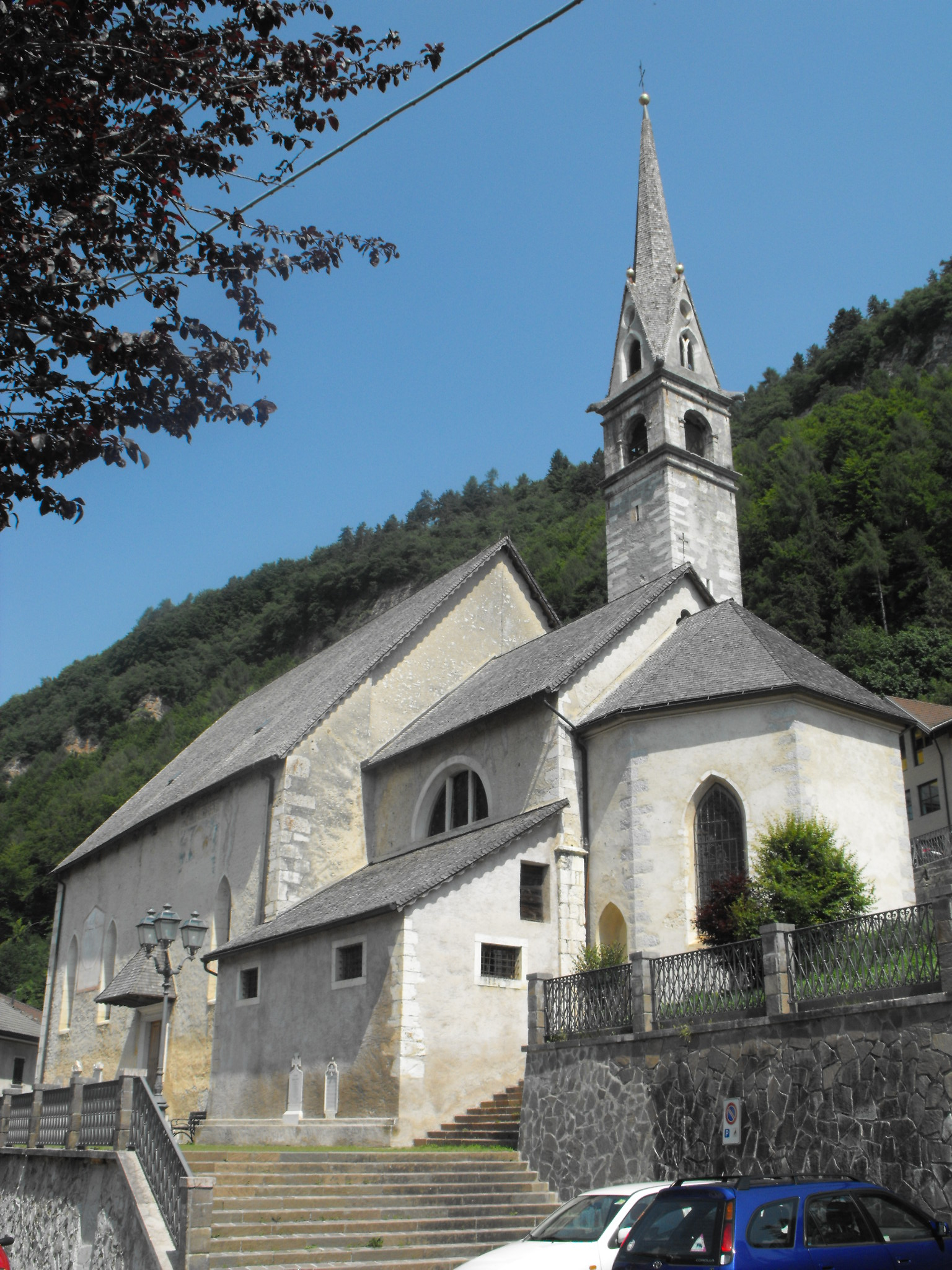
Vista laterale

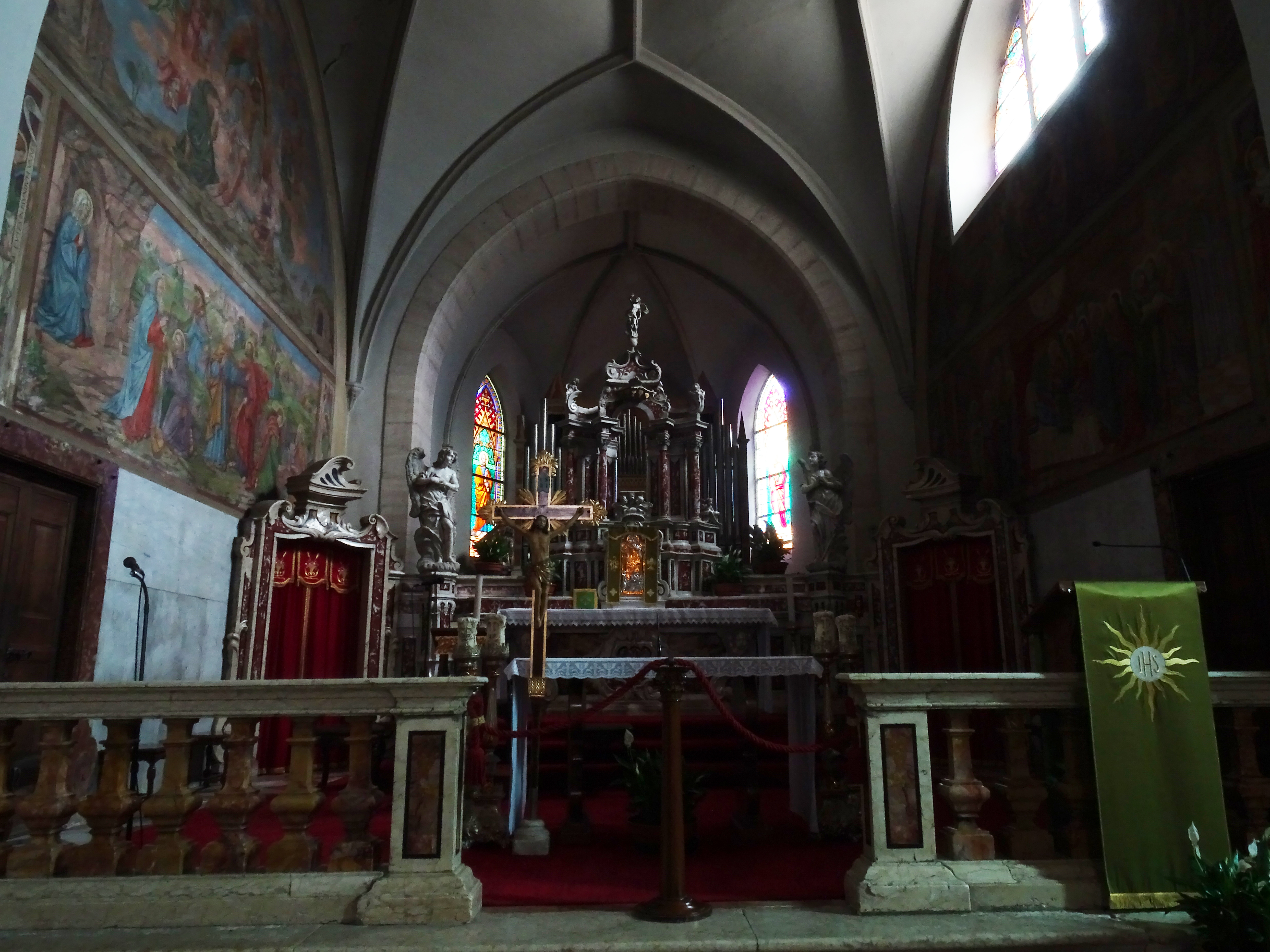
Presbiterio con altare maggiore

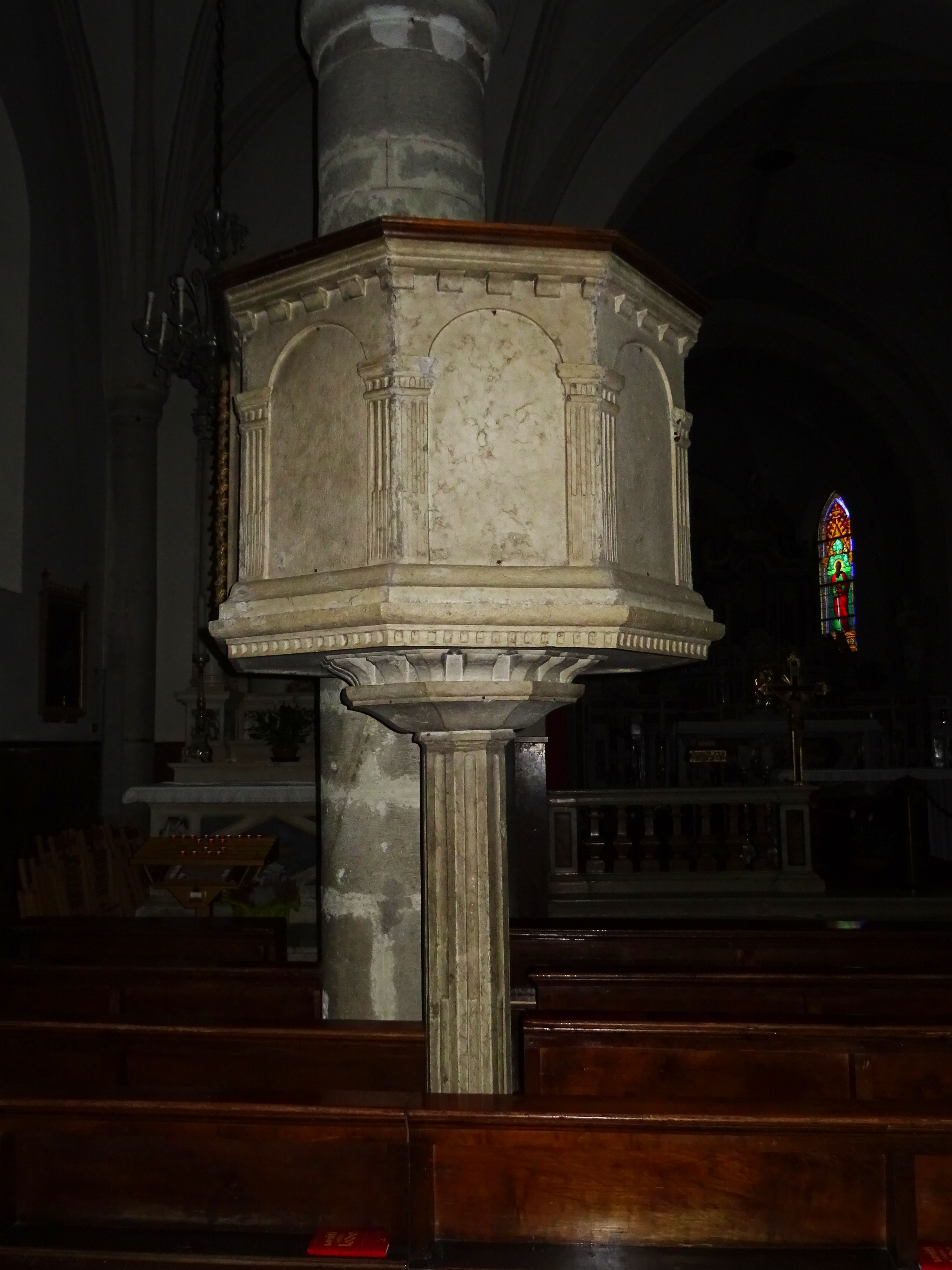
Pulpito

La prima citazione scritta di un luogo di culto cattolico a Pieve Tesino risale al 1184 e nella seconda metà del XV secolo la primitiva chiesa, che era stata costruita in stile romanico, venne riedificata. Da questo momento venne decorata con affreschi sia all'interno sia all'esterno. La torre campanaria venne ultimata nel 1590.
Verso la fine del XVII secolo con ogni probabilità fu edificata la sagrestia e l'apertura della finestra nella parte del presbiterio risale al 1772. Nella prima metà del XIX secolo l'antico camposanto che sino ad allora era rimasto accanto alla chiesa non venne più utilizzato e quello nuovo venne costruito in un'altra posizione. In seguito fu oggetto di un restauro la torre campanaria, come attesta una data posta nella parte alta della copertura, e poi fu la volta dell'intero edificio, al quale venne rifatta la pavimentazione e furono create tre nuove finestre in stile neogotico nel fianco a nord.
Nella seconda metà del secolo vennero decorate le pareti e la volta del presbiterio quindi fu rifatta la pavimentazione del sagrato con la sistemazione di una nuova ringhiera tutta attorno. Anche la pavimentazione presbiteriale fu rinnovata, con marmo pregiato di Verona.
Nei primi anni del XX secolo la chiesa fu ampliata con una nuova abside in stile neogotico e sulla facciata venne creato il grande rosone sopra il portale. Nel primo dopoguerra fu oggetto di un restauro e l'intervento successivo di una certa importanza venne realizzato solo tra il 2007 e il 2012 con gli adeguamenti degli impianti, l'attenzione posta agli accessi e la sostituzione delle parti intonacate che si erano deteriorate.

## Descrizione

### Esterni
La pieve dell'Assunta è posta in posizione elevata rispetto al centro abitato e mostra orientamento tradizionale verso est. Rappresenta una delle più significative costruzioni gotiche del Trentino. Le sue forme recenti, pur se rimaneggiate, risalgono al XV secolo. La facciata a capanna è semplice, quasi spoglia, severa. Il portale architravato con finestra a lunetta cieca arricchita da un mosaico figurato viene protetto da una tettoia ricoperta con scandole di legno e sormontato in asse dal grande rosone. La torre campanaria si alza in posizione arretrata a sinistra, la sua cella si apre con quattro finestre a monofora e la copertura apicale ha forma di piramide acuta, tipica dello stile gotico.

### Interni
All'interno vi sono tre navate con copertura a volte con stelle dipinte. Il battistero e il pulpito rinascimentale sono particolarmente curati. L'altare maggiore in marmo è opera di anonimo veronese mentre il tabernacolo è opera di Andrea degli Anzoli da Mei. La pala absidale è attribuita a Orazio Geiger.